# ألدو كوينتانايلا
ألدو كوينتانايلا (بالإسبانية: Aldo Quintanilla)‏ هو لاعب كرة قدم مكسيكي في مركز الهجوم، ولد في 18 مايو 1995 في غوادالوبي، نويفو ليون في المكسيك. لعب مع Rio Grande Valley FC Toros ‏.